# Mirages (collection)
Pour les articles homonymes, voir Mirage (homonymie).
Mirages est une collection de bandes dessinées publiée par les éditions Delcourt créée en 2004.